# John Lipsky
John Phillip Lipsky (n. 15 mai 1947) este un economist american. Din mai și până în iulie 2011, el a fost directorul general interimar al Fondului Monetar Internațional. A preluat această funcție după ce Dominique Strauss-Kahn a fost arestat în mai 2011 pentru agresiune sexuală. După desemnarea noului director, Christine Lagarde, Lipsky a revenit la postul său ca primul director general adjunct al FMI.

## Familia și educația
Familia Lipsky este originară din statul american Iowa, fiind o familie de evrei. Străbunicul lui Lipsky, Henry Smulekoff, a fost un imigrant rus care a deschis un magazin de mobilă pe Insula Mays din orașul Cedar Rapids în 1890. John Phillip a fost al doilea copil al soților Lipsky, care au mai avut încă doi băieți: Abbott și Joan Lipsky. Tatăl său a fost președintele fabricii de mobilă Smulekoff, iar mama sa, care locuiește încă în Cedar Rapids, este un fost avocat, legiuitor și președinte al Consiliului Serviciilor Umane  din Iowa.
Lipsky a studiat la Universitatea Wesleyan, unde a obținut un M.A. în economie. De asemenea, el și-a luat doctoratul în domeniu la Universitatea Stanford.

## Cariera
După absolvire, Lipsky a aderat la Fondul Monetar Internațional, unde a ajutat la gestionarea procedurii de supraveghere a cursului de schimb. Numit reprezentant rezident al FMI în Chile din 1978 (în timpul dictaturii militare a generalului Augusto Pinochet), Lipsky a revenit, în 1980, la sediul FMI din Washington, D.C. pentru a dezvolta noi proceduri pentru piețele internaționale de capital. El a participat, de asemenea, la negocieri cu mai multe țări membre.